# Orangebröstad törnfågel
Orangebröstad törnfågel (Phacellodomus ferrugineigula) är en fågel i familjen ugnfåglar inom ordningen tättingar.

## Utbredning och systematik
Arten förekommer i kustnära sydöstra Brasilien (São Paulo till södra Rio Grande do Sul). Den behandlas som monotypisk, det vill säga att den inte delas in i några underarter.

## Status
IUCN kategoriserar arten som livskraftig.